# Lionel Bareiro
Sixto Lionel Bareiro Arrúa (Luque, 6 de abril de 1949) es un ex-portero de futbol, dirigente y expresidente del Club Sportivo Luqueño. Defendió los colores de Sportivo Luqueño y de la Selección Campeona Sudamericano Sub-20 de Paraguay 1971, además disputó la Clasificación para el Mundial Argentina 1978.

## Trayectoria
Lionel Bareiro frecuentaba desde los 8 años en las divisiones inferiores del club, acompañando a su padre que era dirigente del club. A los 13 años debuta en la categoría juveniles en un partido contra San Lorenzo, en 1963. Debutó en la primera división en 1967 y estuvo profesionalmente activo hasta el año 1983, llegando a disputar 237 partidos con la casaca del club, siendo uno de los que más ha jugado defendiendo los colores del Sportivo Luqueño. De 1970 a 1975 fueron los años de mayor actividad; pero además estuvo en River Plate (1 año) y Resistencia (1 año) totalizando 298 partidos en su dilatada trayectoria. Rechazo varias opciones de ser transferido al extranjero por desacuerdo dirigenciales.
Y su amor a los colores azul y oro se vieron también reflejados en la práctica del basquetbol, pues en forma paralela, jugó para la selección luqueña de “ladero”, llegando a competir en 10 campeonatos nacionales. Fue electo presidente del Club Sportivo Luqueño por el periodo 1990 y 1991.

## Clubes
| Club                  | País     | Año         |
| --------------------- | -------- | ----------- |
| Club Sportivo Luqueño | Paraguay | 1963 - 1969 |
| Guarani               | Paraguay | 1970        |
| Club Sportivo Luqueño | Paraguay | 1971 - 1975 |
| River Plate           | Paraguay | 1976        |
| Resistencia           | Paraguay | 1977        |
| Club Sportivo Luqueño | Paraguay | 1978-1983   |

## Selección nacional
| Competición                               | Año  |
| ----------------------------------------- | ---- |
| Campeonato Sudamericano Sub-20            | 1971 |
| Clasificacion Copa Mundial Argentina 1978 | 1977 |

## Palmarés
| Título                         | Equipo                                 | Año  |
| ------------------------------ | -------------------------------------- | ---- |
| Campeonato Sudamericano Sub-20 | Selección de Futbol de Paraguay Sub-20 | 1971 |